# Pelagonius
Pelagonius Saloninus war ein spätantiker römischer Veterinärmediziner des 4. Jahrhunderts. Er verfasste eine Ars veterinaria, die erste überlieferte lateinisch verfasste Pferdeheilkunde. Diese Schrift ist bis auf eine größere Lücke, die durch Blattverlust der wichtigsten Handschrift entstanden ist, erhalten geblieben, allerdings nur in einer Fassung, die ein späterer Redaktor bearbeitet hat, was zu Verschlechterungen führte. Das Werk besteht in dieser Version fast ausschließlich aus Rezepten und ist in Briefform abgefasst; jedes Kapitel ist an einen bestimmten Empfänger gerichtet und behandelt eine einzelne Erkrankung. Pelagonius schöpfte seine Kenntnisse sowohl aus lateinischen als auch aus griechischen Quellen, darunter Columella; ob er auch eigene Erfahrungen verwertete, ist unklar. Er bekannte sich zur paganen Religion, speziell zum Sonnenkult. Zu den Heilmitteln, die er empfahl, gehören auch – wie in der antiken Medizin üblich – Zaubersprüche, doch wird in der neueren Forschung vor einer Überbetonung dieses Aspekts gewarnt, da sie zu einer Fehleinschätzung führe.
Die Schrift des Pelagonius wurde von Marcellus Empiricus und Vegetius verwertet und ins Griechische übersetzt. 

## Ausgaben
- Klaus-Dietrich Fischer (Hrsg.): Pelagonii Ars veterinaria. Teubner, Leipzig 1980. Rezension in Med Hist. 1982 Januar; 26(1): 108 PMC 1139130 (freier Volltext).
- Valérie Gitton-Ripoll (Hrsg.): Pélagonius Salonius. Recueil de médecine vétérinaire. Les Belles Lettres, Paris 2019, ISBN 978-2-251-01484-5.
- Maximilian Ihm (Hrsg.): Pelagonii Artis veterinariae quae extant, recensuit, praefatus commentatus est Maximilianus Ihm. Teubner, Leipzig 1892.